# Parapodisma bandii
Parapodisma bandii är en insektsart som beskrevs av Shu Wen An och S.M. Lee 1986. Parapodisma bandii ingår i släktet Parapodisma och familjen gräshoppor. Inga underarter finns listade i Catalogue of Life.